# Sunetra Sarker
Sunetra Sarker es una actriz británica, más conocido por haber interpretado a Zoe Hanna en la serie Casualty.

## Biografía
En agosto del 2003 Sunetra se casó con Nick Corfield, la pareja le dio la bienvenida a su primer hijo juntos, Noah Kishore Corfield, el 9 de junio de 2005.

## Carrera
El 28 de septiembre de 1988 se unió al elenco de la serie Brookside donde dio vida a la enfermera Nisha Batra hasta 1991, Zunetra regresó a la serie en 2000 y u última aparición fue el 25 de enero de 2003.
En 2003 apareció en un episodio de la exitosa serie Emmerdale Farm, donde dio vida a Priti Chowdry. Ese mismo año apareció en la serie médica Doctors como Donna Sykes. En 2004 interpretó a Nanda Veer en la serie médica Holby City. Ese mismo año apareció se unió al elenco de la serie No Angels, donde dio vida a la enfermera Anji Mittel hasta el final de la serie en 2006. En 2005 apareció por primera vez en la serie Ideal, donde interpretó de forma recurrente a Sangita hasta 2008. En 2006 se unió al elenco recurrente de la serie The Chase, donde interpretó a Clare Burns hasta 2007. El 29 de diciembre de 2007, se unió al elenco principal de la serie médica Casualty, donde interpretó a la consultora de emergencias y doctora principal de trauma Zoe Hanna hasta el 7 de mayo de 2016. Ese mismo año apareció en la miniserie Mobile, donde dio vida a la detective inspectora Lorraine Conil y concursó en la versión de celebridades del programa MasterChef. En 2009 prestó su voz para los anuncios de Liverpool One.
En 2012 apareció como invitada en un episodio de la serie Doctor Who, donde dio vida a Indira. En agosto de 2014 se anunció que Sunetra participaría en la duodécima temporada del concurso de baile Strictly Come Dancing.

## Filmografía

### Series de televisión
| Año                      | Título            | Personaje           | Notas                                         |
| ------------------------ | ----------------- | ------------------- | --------------------------------------------- |
| 2007 - 2016              | Casualty          | Dra. Zoe Hanna      | 335 episodios                                 |
| 2014                     | Puppy Love        | Lilli Kusiak        | 2 episodios                                   |
| 2012                     | Doctor Who        | Indira              | episodio "Dinosaurs on a Spaceship"           |
| 2005 - 2008              | Ideal             | Sangita             | 9 episodios                                   |
| 2006 - 2007              | The Chase         | Clare Burns         | 20 episodios                                  |
| 2007                     | Mobile            | Det. Lorraine Carll | 3 episodios - miniserie                       |
| 2006                     | New Street Law    | Nita Shibani        | episodio # 1.1                                |
| 2004 - 2006              | No Angels         | Anji Mittel         | 26 episodios                                  |
| 2004                     | The Smoking Room  | Monique             | 2 episodios                                   |
| 2004                     | Holby City        | Nanda Veer          | episodio "We'll Meet Again"                   |
| 2004                     | If...             | -                   | episodio "If... Things Don't Get Bette"       |
| 2003                     | Eyes Down         | Karen               | 2 episodios                                   |
| 2003                     | Emmerdale Farm    | Priti Chowdry       | 4 episodios                                   |
| 2003                     | Doctors           | Donna Sykes         | episodio "All the Lonely People"              |
| 1988 - 1991, 2000 - 2003 | Brookside         | Nisha Batra         | 8 episodios                                   |
| 2000                     | Playing the Field | Doctora Meera       | episodios # 4.7                               |
| 1999                     | Cold Feet         | Clare               | episodio # 2.5                                |
| 1999                     | Wing and a Prayer | Sameena Kamal       | episodio # 2.3                                |
| 1995                     | London Bridge     | Jyoti Solanki       | -                                             |
| 1993                     | Cracker           | Recepcionista       | episodio" The Mad Woman in the Attic: Part 1" |
| 1991                     | Bread             | Enfermera           | episodio # 7.5                                |

### Películas
| Año  | Título | Personaje | Notas                                                          |
| ---- | ------ | --------- | -------------------------------------------------------------- |
| 1995 | Flight | Virinder  | junto a Mina Anwar, Ravi Kapoor, Michelle Kent & Bhasker Patel |

### Directora
| Año  | Serie    | Notas                                 |
| ---- | -------- | ------------------------------------- |
| 2010 | Casualty | episodio "Guilty Secrets" - directora |

### Apariciones
| Año             | Programa              | Notas       |
| --------------- | --------------------- | ----------- |
| 2014 - presente | Strictly Come Dancing | concursante |
| 2007            | MasterChef            | concursante |